# Bebel und Bismarck
Bebel und Bismarck ist ein dreiteiliger Film des Fernsehen der DDR aus dem Jahr 1987 von Wolf-Dieter Panse.

## Handlung
In diesem dreiteiligen Fernsehfilm werden die Konfrontationen zwischen Bebel und Bismarck gezeigt, und es geht um private wie auch öffentliche Situationen aus den Leben der beiden Persönlichkeiten, deren Biografie eng mit entscheidenden Kapiteln deutsch-preußischer Geschichte verknüpft war.
Am 19. Juli 1870 hatte Frankreich Preußen den Krieg erklärt. Die beiden Abgeordneten der Sozialistischen Arbeiterpartei, August Bebel und Wilhelm Liebknecht, reisen von Leipzig nach Berlin, um im Reichstag ihre Meinung zu einem Krieg zu äußern, den der französische Kaiser als erster erklärt, aber Bismarck provoziert habe. Die Hoffnungen der deutschen und französischen Arbeiterschaft, diese kriegerische Auseinandersetzung verhindern zu können, erfüllen sich nicht. Bismarck steht auf dem Höhepunkt seiner Macht; fast alle Parlamentsmitglieder haben sich auf seine Seite gestellt. Es herrscht eine patriotische Hochstimmung, die auch die deutschen Lande ergriffen hatte. Bebel und Bismarck schließen sich dieser Begeisterung nicht an, enthalten sich bei der Abstimmung über den Feldzug gegen Frankreich der Stimme, eine singuläre Einstellung gegenüber der vorherrschenden Kriegslüsternheit der Abgeordneten.
Im ersten deutschen Reichstag der Jahre 1871/72 ist August Bebel der einzige sozialistische Abgeordnete; ihm gegenüber steht eine Regierung, die drei Kriege erfolgreich beendete und daher das Bürgertum hinter sich versammeln konnte.
In den folgenden Jahren setzen harte Auseinandersetzungen zwischen Bebel und Bismarck ein. Letzterer begründet 1878 das „Sozialistengesetz“ damit, dass er in der Sozialdemokratie einen Feind erkannt habe, “gegen den der Staat, die Gesellschaft sich im Stand der Notwehr befindet”.
Diese Aussage bezeugt die wachsende Kraft der sozialdemokratisch geprägten Arbeiterbewegung um den Parteiführer Bebel und Wilhelm Liebknecht und mit ihren Aktionen bewirken sie den allmählichen politischen Niedergang Bismarcks.

## Hintergrund
Für die Dramaturgie war Rosemarie Wintgen zuständig. Die Erstausstrahlung, des auf ORWO-Color geschaffenen Films, erfolgte am 14., 18. und 20. Januar 1987 im 1. Programm des Fernsehens der DDR.

## Kritik
Angelika Rätzke schrieb in der Berliner Zeitung, dass dem Film der Wille um ein historisches Bemühen bestätigt werden kann, doch die messerscharfen Charaktere der beiden, hätten sich ein eigentlich messerscharfes Duell liefern können. Weiter meinte sie: 

„Allein vieles blieb in allgemeinen oder konkreten Erörterungen stecken. Es wurde zu viel erzählt und zu wenig gespielt. Mit dem Filmtitel hatten sich Autor und Regisseur zwar den Weg gewiesen, ihn letztlich aber nicht konsequent genug eingehalten. ‚Bebel und Bismarck‘ bekamen ein zu schwaches Profil.“

	
Volker Müller äußerte sich im Neuen Deutschland wie folgt: 

„Der Überzeugung folgend, daß reale Persönlichkeiten und tatsächliche Kollisionen der Geschichte oft alle dichterische Phantasie in den Schatten stellen, bemühten sich die Filmeschöpfer um weitgehende Authentizität. […] Dabei ließen Regie und Kamera streckenweise auch szenischen Einfallsreichtum vermissen. Zusammenhänge blieben bisweilen in skizzenhafter, stichwortartiger Andeutung. Etwas mehr Hintergrundinformationen durch pointierte Sprechertexte beziehungsweise Kommentare hätten da womöglich hilfreicher sein können als dieser oder jener verknappte Dialog.“